# Орден «За дипломатические заслуги»
Орден «За дипломатические заслуги» — государственная награда Республики Корея.

## История
Орден «За дипломатические заслуги» был учреждён 25 июля 1963 года для награждения граждан страны и иностранцев с целью воздания их заслуг на дипломатическом поприще, за повышения национального престижа за рубежом, и содействие международного сотрудничества и дружбы между народами. 
В 1967 и 1973 годах проводилась орденская реформа.

## Степени
Орден имеет шесть классов.
В отличие от многих других орденов степени ордена «За дипломатические заслуги» не нумеруются, а имеют особые названия:
- Grand Gwanghwa Medal — орденский знак на чрезплечной ленте и звезда на левой стороне груди.
- Gwanghwa Medal — орденский знак на чрезплечной ленте и звезда на левой стороне груди.
- Heung-in Medal — орденский знак на чрезплечной ленте и звезда на левой стороне груди.
- Sungrye Medal — орденский знак на шейной ленте.
- Chang-eui Medal — орденский знак на нагрудной ленте с розеткой.
- Sugjeong Medal — орденский знак на нагрудной ленте с розеткой.

| Орденские планки      |                        |                      |                       |                                              |                                                      |
| Sugjeong Medal 숙정장 | Chang-eui Medal 창의장 | Sungrye Medal 숭례장 | Heung-in Medal 흥인장 | Gwanghwa Medal (1st Class, 2st Grade) 광화장 | Grand Gwanghwa Medal (1st Class, 1st Grade) 광화대장 |

## Описание

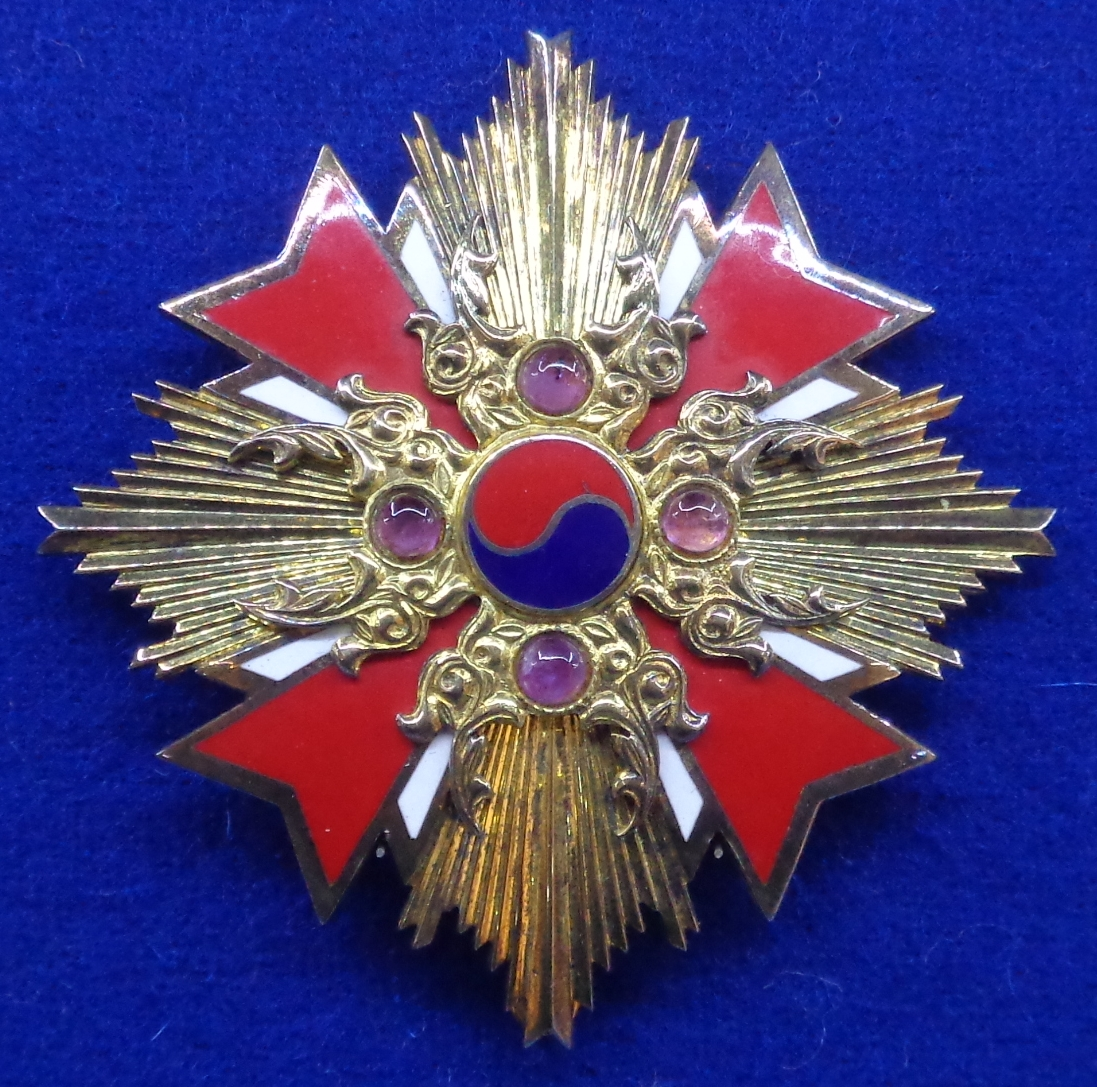
Звезда ордена высшей степени
(2-я модель)

### с 1963 по 1967 годы
Знак ордена – трёхконечный крест белой эмали с раздвоенными концами и шариками на концах наложенный на шестиконечную звезду, формируемую двугранными лучиками, расположенными пирамидально. Между лучей креста перекрещенные две ветви зелёной эмали: лавра и сливы с цветком белой эмали. В центре креста круглый медальон с каймой. В медальоне символ Кореи – Инь и Ян. Знак при помощи кольца крепится к орденской ленте.
Звезда ордена шестиконечная многолучевая с изображением знака по центру.
Орденская лента бирюзового цвета с малиновыми полосками по краям и белыми полосками в центре, ширина и число которых зависит от класса ордена.

### с 1967 по н/в
Знак ордена – четырёхконечный косой крест с раздвоенными концами красной эмали с золотым бортиком. По бокам к лучам примыкают лучики белой эмали величиной в половину высоты основного луча. Между лучами креста сияющие штралы. На крест наложено орнаментальный медальон украшенный восемью отполированными драгоценными камнями, в центре которого традиционный символ Кореи – Инь и ян. Знак при помощи переходного золотого звена в виде двух перекрещенных пальмовых ветвей, наложенных на лавровый венок, крепится к орденской ленте.
Звезда ордена аналогична знаку, но большего размера.
Лента ордена розового цвета. На ленте располагаются полоски коричневого цвета, толщина и количество которых зависят от класса.